# Гамбит Стейница
Гамбит Стейница — гамбитное продолжение в венской партии, возникающее после ходов: 
 1.e2-e4 e7-e5 
 2.Kb1-c3 Kb8-c6 
 3.f2-f4 e5:f4 
 4.d2-d4!?
Относится к открытым дебютам.

## История
Дебют был введен Стейницем в турнирную практику в 1867 году. Чигорину по душе пришлась эта нешаблонная, насыщенная острейшими вариантами позиция, и он охотно играл её впоследствии как белыми, так и чёрными. Так, в 1892 году Чигорин белыми избрал гамбит Стейница в 21-й партии матча-реванша со Стейницем. Впоследствии Цукерторт предложил ход, который и поныне считается опаснейшим для белых: 5. …d7—d5!. Его идея заключается в том, что чёрные должны как можно быстрее вскрыть центральные вертикали. Другой, тоже острый план, связанный со вскрытием центра, был предложен в 1895 году Шмидтом: 5. . . d6 6. Kf3 Cg4 7. С : f4 f5!. В современной турнирной практике Гамбит Стейница встречается редко.

## Основные идеи
Белые стремятся создать мощный пешечный центр и после 4. …Фd8-h4+ выиграть несколько темпов путём Кg1-f3 и КcЗ-d5. При этом белые вынуждены отказаться от рокировки, однако Стейниц считал короля сильной фигурой, способной постоять за себя в дебюте. И всё же при энергичной игре чёрные имеют хорошие шансы подорвать центр и первыми начать атаку на короля, используя трудности белых с развитием фигур королевского фланга.

## Варианты
|   | a | b | c | d | e | f | g | h |   |
| - | --- | --- | --- | --- | --- | --- | --- | --- | - |
| 8 | a8 чёрная ладья · c8 чёрный слон · e8 чёрный король · f8 чёрный слон · g8 чёрный конь · h8 чёрная ладья · a7 чёрная пешка · b7 чёрная пешка · c7 чёрная пешка · d7 чёрная пешка · f7 чёрная пешка · g7 чёрная пешка · h7 чёрная пешка · c6 чёрный конь · d4 белая пешка · e4 белая пешка · f4 чёрная пешка · h4 чёрный ферзь · c3 белый конь · a2 белая пешка · b2 белая пешка · c2 белая пешка · e2 белый король · g2 белая пешка · h2 белая пешка · a1 белая ладья · c1 белый слон · d1 белый ферзь · f1 белый слон · g1 белый конь · h1 белая ладья | a8 чёрная ладья · c8 чёрный слон · e8 чёрный король · f8 чёрный слон · g8 чёрный конь · h8 чёрная ладья · a7 чёрная пешка · b7 чёрная пешка · c7 чёрная пешка · d7 чёрная пешка · f7 чёрная пешка · g7 чёрная пешка · h7 чёрная пешка · c6 чёрный конь · d4 белая пешка · e4 белая пешка · f4 чёрная пешка · h4 чёрный ферзь · c3 белый конь · a2 белая пешка · b2 белая пешка · c2 белая пешка · e2 белый король · g2 белая пешка · h2 белая пешка · a1 белая ладья · c1 белый слон · d1 белый ферзь · f1 белый слон · g1 белый конь · h1 белая ладья | a8 чёрная ладья · c8 чёрный слон · e8 чёрный король · f8 чёрный слон · g8 чёрный конь · h8 чёрная ладья · a7 чёрная пешка · b7 чёрная пешка · c7 чёрная пешка · d7 чёрная пешка · f7 чёрная пешка · g7 чёрная пешка · h7 чёрная пешка · c6 чёрный конь · d4 белая пешка · e4 белая пешка · f4 чёрная пешка · h4 чёрный ферзь · c3 белый конь · a2 белая пешка · b2 белая пешка · c2 белая пешка · e2 белый король · g2 белая пешка · h2 белая пешка · a1 белая ладья · c1 белый слон · d1 белый ферзь · f1 белый слон · g1 белый конь · h1 белая ладья | a8 чёрная ладья · c8 чёрный слон · e8 чёрный король · f8 чёрный слон · g8 чёрный конь · h8 чёрная ладья · a7 чёрная пешка · b7 чёрная пешка · c7 чёрная пешка · d7 чёрная пешка · f7 чёрная пешка · g7 чёрная пешка · h7 чёрная пешка · c6 чёрный конь · d4 белая пешка · e4 белая пешка · f4 чёрная пешка · h4 чёрный ферзь · c3 белый конь · a2 белая пешка · b2 белая пешка · c2 белая пешка · e2 белый король · g2 белая пешка · h2 белая пешка · a1 белая ладья · c1 белый слон · d1 белый ферзь · f1 белый слон · g1 белый конь · h1 белая ладья | a8 чёрная ладья · c8 чёрный слон · e8 чёрный король · f8 чёрный слон · g8 чёрный конь · h8 чёрная ладья · a7 чёрная пешка · b7 чёрная пешка · c7 чёрная пешка · d7 чёрная пешка · f7 чёрная пешка · g7 чёрная пешка · h7 чёрная пешка · c6 чёрный конь · d4 белая пешка · e4 белая пешка · f4 чёрная пешка · h4 чёрный ферзь · c3 белый конь · a2 белая пешка · b2 белая пешка · c2 белая пешка · e2 белый король · g2 белая пешка · h2 белая пешка · a1 белая ладья · c1 белый слон · d1 белый ферзь · f1 белый слон · g1 белый конь · h1 белая ладья | a8 чёрная ладья · c8 чёрный слон · e8 чёрный король · f8 чёрный слон · g8 чёрный конь · h8 чёрная ладья · a7 чёрная пешка · b7 чёрная пешка · c7 чёрная пешка · d7 чёрная пешка · f7 чёрная пешка · g7 чёрная пешка · h7 чёрная пешка · c6 чёрный конь · d4 белая пешка · e4 белая пешка · f4 чёрная пешка · h4 чёрный ферзь · c3 белый конь · a2 белая пешка · b2 белая пешка · c2 белая пешка · e2 белый король · g2 белая пешка · h2 белая пешка · a1 белая ладья · c1 белый слон · d1 белый ферзь · f1 белый слон · g1 белый конь · h1 белая ладья | a8 чёрная ладья · c8 чёрный слон · e8 чёрный король · f8 чёрный слон · g8 чёрный конь · h8 чёрная ладья · a7 чёрная пешка · b7 чёрная пешка · c7 чёрная пешка · d7 чёрная пешка · f7 чёрная пешка · g7 чёрная пешка · h7 чёрная пешка · c6 чёрный конь · d4 белая пешка · e4 белая пешка · f4 чёрная пешка · h4 чёрный ферзь · c3 белый конь · a2 белая пешка · b2 белая пешка · c2 белая пешка · e2 белый король · g2 белая пешка · h2 белая пешка · a1 белая ладья · c1 белый слон · d1 белый ферзь · f1 белый слон · g1 белый конь · h1 белая ладья | a8 чёрная ладья · c8 чёрный слон · e8 чёрный король · f8 чёрный слон · g8 чёрный конь · h8 чёрная ладья · a7 чёрная пешка · b7 чёрная пешка · c7 чёрная пешка · d7 чёрная пешка · f7 чёрная пешка · g7 чёрная пешка · h7 чёрная пешка · c6 чёрный конь · d4 белая пешка · e4 белая пешка · f4 чёрная пешка · h4 чёрный ферзь · c3 белый конь · a2 белая пешка · b2 белая пешка · c2 белая пешка · e2 белый король · g2 белая пешка · h2 белая пешка · a1 белая ладья · c1 белый слон · d1 белый ферзь · f1 белый слон · g1 белый конь · h1 белая ладья | 8 |
| 7 | a8 чёрная ладья · c8 чёрный слон · e8 чёрный король · f8 чёрный слон · g8 чёрный конь · h8 чёрная ладья · a7 чёрная пешка · b7 чёрная пешка · c7 чёрная пешка · d7 чёрная пешка · f7 чёрная пешка · g7 чёрная пешка · h7 чёрная пешка · c6 чёрный конь · d4 белая пешка · e4 белая пешка · f4 чёрная пешка · h4 чёрный ферзь · c3 белый конь · a2 белая пешка · b2 белая пешка · c2 белая пешка · e2 белый король · g2 белая пешка · h2 белая пешка · a1 белая ладья · c1 белый слон · d1 белый ферзь · f1 белый слон · g1 белый конь · h1 белая ладья | a8 чёрная ладья · c8 чёрный слон · e8 чёрный король · f8 чёрный слон · g8 чёрный конь · h8 чёрная ладья · a7 чёрная пешка · b7 чёрная пешка · c7 чёрная пешка · d7 чёрная пешка · f7 чёрная пешка · g7 чёрная пешка · h7 чёрная пешка · c6 чёрный конь · d4 белая пешка · e4 белая пешка · f4 чёрная пешка · h4 чёрный ферзь · c3 белый конь · a2 белая пешка · b2 белая пешка · c2 белая пешка · e2 белый король · g2 белая пешка · h2 белая пешка · a1 белая ладья · c1 белый слон · d1 белый ферзь · f1 белый слон · g1 белый конь · h1 белая ладья | a8 чёрная ладья · c8 чёрный слон · e8 чёрный король · f8 чёрный слон · g8 чёрный конь · h8 чёрная ладья · a7 чёрная пешка · b7 чёрная пешка · c7 чёрная пешка · d7 чёрная пешка · f7 чёрная пешка · g7 чёрная пешка · h7 чёрная пешка · c6 чёрный конь · d4 белая пешка · e4 белая пешка · f4 чёрная пешка · h4 чёрный ферзь · c3 белый конь · a2 белая пешка · b2 белая пешка · c2 белая пешка · e2 белый король · g2 белая пешка · h2 белая пешка · a1 белая ладья · c1 белый слон · d1 белый ферзь · f1 белый слон · g1 белый конь · h1 белая ладья | a8 чёрная ладья · c8 чёрный слон · e8 чёрный король · f8 чёрный слон · g8 чёрный конь · h8 чёрная ладья · a7 чёрная пешка · b7 чёрная пешка · c7 чёрная пешка · d7 чёрная пешка · f7 чёрная пешка · g7 чёрная пешка · h7 чёрная пешка · c6 чёрный конь · d4 белая пешка · e4 белая пешка · f4 чёрная пешка · h4 чёрный ферзь · c3 белый конь · a2 белая пешка · b2 белая пешка · c2 белая пешка · e2 белый король · g2 белая пешка · h2 белая пешка · a1 белая ладья · c1 белый слон · d1 белый ферзь · f1 белый слон · g1 белый конь · h1 белая ладья | a8 чёрная ладья · c8 чёрный слон · e8 чёрный король · f8 чёрный слон · g8 чёрный конь · h8 чёрная ладья · a7 чёрная пешка · b7 чёрная пешка · c7 чёрная пешка · d7 чёрная пешка · f7 чёрная пешка · g7 чёрная пешка · h7 чёрная пешка · c6 чёрный конь · d4 белая пешка · e4 белая пешка · f4 чёрная пешка · h4 чёрный ферзь · c3 белый конь · a2 белая пешка · b2 белая пешка · c2 белая пешка · e2 белый король · g2 белая пешка · h2 белая пешка · a1 белая ладья · c1 белый слон · d1 белый ферзь · f1 белый слон · g1 белый конь · h1 белая ладья | a8 чёрная ладья · c8 чёрный слон · e8 чёрный король · f8 чёрный слон · g8 чёрный конь · h8 чёрная ладья · a7 чёрная пешка · b7 чёрная пешка · c7 чёрная пешка · d7 чёрная пешка · f7 чёрная пешка · g7 чёрная пешка · h7 чёрная пешка · c6 чёрный конь · d4 белая пешка · e4 белая пешка · f4 чёрная пешка · h4 чёрный ферзь · c3 белый конь · a2 белая пешка · b2 белая пешка · c2 белая пешка · e2 белый король · g2 белая пешка · h2 белая пешка · a1 белая ладья · c1 белый слон · d1 белый ферзь · f1 белый слон · g1 белый конь · h1 белая ладья | a8 чёрная ладья · c8 чёрный слон · e8 чёрный король · f8 чёрный слон · g8 чёрный конь · h8 чёрная ладья · a7 чёрная пешка · b7 чёрная пешка · c7 чёрная пешка · d7 чёрная пешка · f7 чёрная пешка · g7 чёрная пешка · h7 чёрная пешка · c6 чёрный конь · d4 белая пешка · e4 белая пешка · f4 чёрная пешка · h4 чёрный ферзь · c3 белый конь · a2 белая пешка · b2 белая пешка · c2 белая пешка · e2 белый король · g2 белая пешка · h2 белая пешка · a1 белая ладья · c1 белый слон · d1 белый ферзь · f1 белый слон · g1 белый конь · h1 белая ладья | a8 чёрная ладья · c8 чёрный слон · e8 чёрный король · f8 чёрный слон · g8 чёрный конь · h8 чёрная ладья · a7 чёрная пешка · b7 чёрная пешка · c7 чёрная пешка · d7 чёрная пешка · f7 чёрная пешка · g7 чёрная пешка · h7 чёрная пешка · c6 чёрный конь · d4 белая пешка · e4 белая пешка · f4 чёрная пешка · h4 чёрный ферзь · c3 белый конь · a2 белая пешка · b2 белая пешка · c2 белая пешка · e2 белый король · g2 белая пешка · h2 белая пешка · a1 белая ладья · c1 белый слон · d1 белый ферзь · f1 белый слон · g1 белый конь · h1 белая ладья | 7 |
| 6 | a8 чёрная ладья · c8 чёрный слон · e8 чёрный король · f8 чёрный слон · g8 чёрный конь · h8 чёрная ладья · a7 чёрная пешка · b7 чёрная пешка · c7 чёрная пешка · d7 чёрная пешка · f7 чёрная пешка · g7 чёрная пешка · h7 чёрная пешка · c6 чёрный конь · d4 белая пешка · e4 белая пешка · f4 чёрная пешка · h4 чёрный ферзь · c3 белый конь · a2 белая пешка · b2 белая пешка · c2 белая пешка · e2 белый король · g2 белая пешка · h2 белая пешка · a1 белая ладья · c1 белый слон · d1 белый ферзь · f1 белый слон · g1 белый конь · h1 белая ладья | a8 чёрная ладья · c8 чёрный слон · e8 чёрный король · f8 чёрный слон · g8 чёрный конь · h8 чёрная ладья · a7 чёрная пешка · b7 чёрная пешка · c7 чёрная пешка · d7 чёрная пешка · f7 чёрная пешка · g7 чёрная пешка · h7 чёрная пешка · c6 чёрный конь · d4 белая пешка · e4 белая пешка · f4 чёрная пешка · h4 чёрный ферзь · c3 белый конь · a2 белая пешка · b2 белая пешка · c2 белая пешка · e2 белый король · g2 белая пешка · h2 белая пешка · a1 белая ладья · c1 белый слон · d1 белый ферзь · f1 белый слон · g1 белый конь · h1 белая ладья | a8 чёрная ладья · c8 чёрный слон · e8 чёрный король · f8 чёрный слон · g8 чёрный конь · h8 чёрная ладья · a7 чёрная пешка · b7 чёрная пешка · c7 чёрная пешка · d7 чёрная пешка · f7 чёрная пешка · g7 чёрная пешка · h7 чёрная пешка · c6 чёрный конь · d4 белая пешка · e4 белая пешка · f4 чёрная пешка · h4 чёрный ферзь · c3 белый конь · a2 белая пешка · b2 белая пешка · c2 белая пешка · e2 белый король · g2 белая пешка · h2 белая пешка · a1 белая ладья · c1 белый слон · d1 белый ферзь · f1 белый слон · g1 белый конь · h1 белая ладья | a8 чёрная ладья · c8 чёрный слон · e8 чёрный король · f8 чёрный слон · g8 чёрный конь · h8 чёрная ладья · a7 чёрная пешка · b7 чёрная пешка · c7 чёрная пешка · d7 чёрная пешка · f7 чёрная пешка · g7 чёрная пешка · h7 чёрная пешка · c6 чёрный конь · d4 белая пешка · e4 белая пешка · f4 чёрная пешка · h4 чёрный ферзь · c3 белый конь · a2 белая пешка · b2 белая пешка · c2 белая пешка · e2 белый король · g2 белая пешка · h2 белая пешка · a1 белая ладья · c1 белый слон · d1 белый ферзь · f1 белый слон · g1 белый конь · h1 белая ладья | a8 чёрная ладья · c8 чёрный слон · e8 чёрный король · f8 чёрный слон · g8 чёрный конь · h8 чёрная ладья · a7 чёрная пешка · b7 чёрная пешка · c7 чёрная пешка · d7 чёрная пешка · f7 чёрная пешка · g7 чёрная пешка · h7 чёрная пешка · c6 чёрный конь · d4 белая пешка · e4 белая пешка · f4 чёрная пешка · h4 чёрный ферзь · c3 белый конь · a2 белая пешка · b2 белая пешка · c2 белая пешка · e2 белый король · g2 белая пешка · h2 белая пешка · a1 белая ладья · c1 белый слон · d1 белый ферзь · f1 белый слон · g1 белый конь · h1 белая ладья | a8 чёрная ладья · c8 чёрный слон · e8 чёрный король · f8 чёрный слон · g8 чёрный конь · h8 чёрная ладья · a7 чёрная пешка · b7 чёрная пешка · c7 чёрная пешка · d7 чёрная пешка · f7 чёрная пешка · g7 чёрная пешка · h7 чёрная пешка · c6 чёрный конь · d4 белая пешка · e4 белая пешка · f4 чёрная пешка · h4 чёрный ферзь · c3 белый конь · a2 белая пешка · b2 белая пешка · c2 белая пешка · e2 белый король · g2 белая пешка · h2 белая пешка · a1 белая ладья · c1 белый слон · d1 белый ферзь · f1 белый слон · g1 белый конь · h1 белая ладья | a8 чёрная ладья · c8 чёрный слон · e8 чёрный король · f8 чёрный слон · g8 чёрный конь · h8 чёрная ладья · a7 чёрная пешка · b7 чёрная пешка · c7 чёрная пешка · d7 чёрная пешка · f7 чёрная пешка · g7 чёрная пешка · h7 чёрная пешка · c6 чёрный конь · d4 белая пешка · e4 белая пешка · f4 чёрная пешка · h4 чёрный ферзь · c3 белый конь · a2 белая пешка · b2 белая пешка · c2 белая пешка · e2 белый король · g2 белая пешка · h2 белая пешка · a1 белая ладья · c1 белый слон · d1 белый ферзь · f1 белый слон · g1 белый конь · h1 белая ладья | a8 чёрная ладья · c8 чёрный слон · e8 чёрный король · f8 чёрный слон · g8 чёрный конь · h8 чёрная ладья · a7 чёрная пешка · b7 чёрная пешка · c7 чёрная пешка · d7 чёрная пешка · f7 чёрная пешка · g7 чёрная пешка · h7 чёрная пешка · c6 чёрный конь · d4 белая пешка · e4 белая пешка · f4 чёрная пешка · h4 чёрный ферзь · c3 белый конь · a2 белая пешка · b2 белая пешка · c2 белая пешка · e2 белый король · g2 белая пешка · h2 белая пешка · a1 белая ладья · c1 белый слон · d1 белый ферзь · f1 белый слон · g1 белый конь · h1 белая ладья | 6 |
| 5 | a8 чёрная ладья · c8 чёрный слон · e8 чёрный король · f8 чёрный слон · g8 чёрный конь · h8 чёрная ладья · a7 чёрная пешка · b7 чёрная пешка · c7 чёрная пешка · d7 чёрная пешка · f7 чёрная пешка · g7 чёрная пешка · h7 чёрная пешка · c6 чёрный конь · d4 белая пешка · e4 белая пешка · f4 чёрная пешка · h4 чёрный ферзь · c3 белый конь · a2 белая пешка · b2 белая пешка · c2 белая пешка · e2 белый король · g2 белая пешка · h2 белая пешка · a1 белая ладья · c1 белый слон · d1 белый ферзь · f1 белый слон · g1 белый конь · h1 белая ладья | a8 чёрная ладья · c8 чёрный слон · e8 чёрный король · f8 чёрный слон · g8 чёрный конь · h8 чёрная ладья · a7 чёрная пешка · b7 чёрная пешка · c7 чёрная пешка · d7 чёрная пешка · f7 чёрная пешка · g7 чёрная пешка · h7 чёрная пешка · c6 чёрный конь · d4 белая пешка · e4 белая пешка · f4 чёрная пешка · h4 чёрный ферзь · c3 белый конь · a2 белая пешка · b2 белая пешка · c2 белая пешка · e2 белый король · g2 белая пешка · h2 белая пешка · a1 белая ладья · c1 белый слон · d1 белый ферзь · f1 белый слон · g1 белый конь · h1 белая ладья | a8 чёрная ладья · c8 чёрный слон · e8 чёрный король · f8 чёрный слон · g8 чёрный конь · h8 чёрная ладья · a7 чёрная пешка · b7 чёрная пешка · c7 чёрная пешка · d7 чёрная пешка · f7 чёрная пешка · g7 чёрная пешка · h7 чёрная пешка · c6 чёрный конь · d4 белая пешка · e4 белая пешка · f4 чёрная пешка · h4 чёрный ферзь · c3 белый конь · a2 белая пешка · b2 белая пешка · c2 белая пешка · e2 белый король · g2 белая пешка · h2 белая пешка · a1 белая ладья · c1 белый слон · d1 белый ферзь · f1 белый слон · g1 белый конь · h1 белая ладья | a8 чёрная ладья · c8 чёрный слон · e8 чёрный король · f8 чёрный слон · g8 чёрный конь · h8 чёрная ладья · a7 чёрная пешка · b7 чёрная пешка · c7 чёрная пешка · d7 чёрная пешка · f7 чёрная пешка · g7 чёрная пешка · h7 чёрная пешка · c6 чёрный конь · d4 белая пешка · e4 белая пешка · f4 чёрная пешка · h4 чёрный ферзь · c3 белый конь · a2 белая пешка · b2 белая пешка · c2 белая пешка · e2 белый король · g2 белая пешка · h2 белая пешка · a1 белая ладья · c1 белый слон · d1 белый ферзь · f1 белый слон · g1 белый конь · h1 белая ладья | a8 чёрная ладья · c8 чёрный слон · e8 чёрный король · f8 чёрный слон · g8 чёрный конь · h8 чёрная ладья · a7 чёрная пешка · b7 чёрная пешка · c7 чёрная пешка · d7 чёрная пешка · f7 чёрная пешка · g7 чёрная пешка · h7 чёрная пешка · c6 чёрный конь · d4 белая пешка · e4 белая пешка · f4 чёрная пешка · h4 чёрный ферзь · c3 белый конь · a2 белая пешка · b2 белая пешка · c2 белая пешка · e2 белый король · g2 белая пешка · h2 белая пешка · a1 белая ладья · c1 белый слон · d1 белый ферзь · f1 белый слон · g1 белый конь · h1 белая ладья | a8 чёрная ладья · c8 чёрный слон · e8 чёрный король · f8 чёрный слон · g8 чёрный конь · h8 чёрная ладья · a7 чёрная пешка · b7 чёрная пешка · c7 чёрная пешка · d7 чёрная пешка · f7 чёрная пешка · g7 чёрная пешка · h7 чёрная пешка · c6 чёрный конь · d4 белая пешка · e4 белая пешка · f4 чёрная пешка · h4 чёрный ферзь · c3 белый конь · a2 белая пешка · b2 белая пешка · c2 белая пешка · e2 белый король · g2 белая пешка · h2 белая пешка · a1 белая ладья · c1 белый слон · d1 белый ферзь · f1 белый слон · g1 белый конь · h1 белая ладья | a8 чёрная ладья · c8 чёрный слон · e8 чёрный король · f8 чёрный слон · g8 чёрный конь · h8 чёрная ладья · a7 чёрная пешка · b7 чёрная пешка · c7 чёрная пешка · d7 чёрная пешка · f7 чёрная пешка · g7 чёрная пешка · h7 чёрная пешка · c6 чёрный конь · d4 белая пешка · e4 белая пешка · f4 чёрная пешка · h4 чёрный ферзь · c3 белый конь · a2 белая пешка · b2 белая пешка · c2 белая пешка · e2 белый король · g2 белая пешка · h2 белая пешка · a1 белая ладья · c1 белый слон · d1 белый ферзь · f1 белый слон · g1 белый конь · h1 белая ладья | a8 чёрная ладья · c8 чёрный слон · e8 чёрный король · f8 чёрный слон · g8 чёрный конь · h8 чёрная ладья · a7 чёрная пешка · b7 чёрная пешка · c7 чёрная пешка · d7 чёрная пешка · f7 чёрная пешка · g7 чёрная пешка · h7 чёрная пешка · c6 чёрный конь · d4 белая пешка · e4 белая пешка · f4 чёрная пешка · h4 чёрный ферзь · c3 белый конь · a2 белая пешка · b2 белая пешка · c2 белая пешка · e2 белый король · g2 белая пешка · h2 белая пешка · a1 белая ладья · c1 белый слон · d1 белый ферзь · f1 белый слон · g1 белый конь · h1 белая ладья | 5 |
| 4 | a8 чёрная ладья · c8 чёрный слон · e8 чёрный король · f8 чёрный слон · g8 чёрный конь · h8 чёрная ладья · a7 чёрная пешка · b7 чёрная пешка · c7 чёрная пешка · d7 чёрная пешка · f7 чёрная пешка · g7 чёрная пешка · h7 чёрная пешка · c6 чёрный конь · d4 белая пешка · e4 белая пешка · f4 чёрная пешка · h4 чёрный ферзь · c3 белый конь · a2 белая пешка · b2 белая пешка · c2 белая пешка · e2 белый король · g2 белая пешка · h2 белая пешка · a1 белая ладья · c1 белый слон · d1 белый ферзь · f1 белый слон · g1 белый конь · h1 белая ладья | a8 чёрная ладья · c8 чёрный слон · e8 чёрный король · f8 чёрный слон · g8 чёрный конь · h8 чёрная ладья · a7 чёрная пешка · b7 чёрная пешка · c7 чёрная пешка · d7 чёрная пешка · f7 чёрная пешка · g7 чёрная пешка · h7 чёрная пешка · c6 чёрный конь · d4 белая пешка · e4 белая пешка · f4 чёрная пешка · h4 чёрный ферзь · c3 белый конь · a2 белая пешка · b2 белая пешка · c2 белая пешка · e2 белый король · g2 белая пешка · h2 белая пешка · a1 белая ладья · c1 белый слон · d1 белый ферзь · f1 белый слон · g1 белый конь · h1 белая ладья | a8 чёрная ладья · c8 чёрный слон · e8 чёрный король · f8 чёрный слон · g8 чёрный конь · h8 чёрная ладья · a7 чёрная пешка · b7 чёрная пешка · c7 чёрная пешка · d7 чёрная пешка · f7 чёрная пешка · g7 чёрная пешка · h7 чёрная пешка · c6 чёрный конь · d4 белая пешка · e4 белая пешка · f4 чёрная пешка · h4 чёрный ферзь · c3 белый конь · a2 белая пешка · b2 белая пешка · c2 белая пешка · e2 белый король · g2 белая пешка · h2 белая пешка · a1 белая ладья · c1 белый слон · d1 белый ферзь · f1 белый слон · g1 белый конь · h1 белая ладья | a8 чёрная ладья · c8 чёрный слон · e8 чёрный король · f8 чёрный слон · g8 чёрный конь · h8 чёрная ладья · a7 чёрная пешка · b7 чёрная пешка · c7 чёрная пешка · d7 чёрная пешка · f7 чёрная пешка · g7 чёрная пешка · h7 чёрная пешка · c6 чёрный конь · d4 белая пешка · e4 белая пешка · f4 чёрная пешка · h4 чёрный ферзь · c3 белый конь · a2 белая пешка · b2 белая пешка · c2 белая пешка · e2 белый король · g2 белая пешка · h2 белая пешка · a1 белая ладья · c1 белый слон · d1 белый ферзь · f1 белый слон · g1 белый конь · h1 белая ладья | a8 чёрная ладья · c8 чёрный слон · e8 чёрный король · f8 чёрный слон · g8 чёрный конь · h8 чёрная ладья · a7 чёрная пешка · b7 чёрная пешка · c7 чёрная пешка · d7 чёрная пешка · f7 чёрная пешка · g7 чёрная пешка · h7 чёрная пешка · c6 чёрный конь · d4 белая пешка · e4 белая пешка · f4 чёрная пешка · h4 чёрный ферзь · c3 белый конь · a2 белая пешка · b2 белая пешка · c2 белая пешка · e2 белый король · g2 белая пешка · h2 белая пешка · a1 белая ладья · c1 белый слон · d1 белый ферзь · f1 белый слон · g1 белый конь · h1 белая ладья | a8 чёрная ладья · c8 чёрный слон · e8 чёрный король · f8 чёрный слон · g8 чёрный конь · h8 чёрная ладья · a7 чёрная пешка · b7 чёрная пешка · c7 чёрная пешка · d7 чёрная пешка · f7 чёрная пешка · g7 чёрная пешка · h7 чёрная пешка · c6 чёрный конь · d4 белая пешка · e4 белая пешка · f4 чёрная пешка · h4 чёрный ферзь · c3 белый конь · a2 белая пешка · b2 белая пешка · c2 белая пешка · e2 белый король · g2 белая пешка · h2 белая пешка · a1 белая ладья · c1 белый слон · d1 белый ферзь · f1 белый слон · g1 белый конь · h1 белая ладья | a8 чёрная ладья · c8 чёрный слон · e8 чёрный король · f8 чёрный слон · g8 чёрный конь · h8 чёрная ладья · a7 чёрная пешка · b7 чёрная пешка · c7 чёрная пешка · d7 чёрная пешка · f7 чёрная пешка · g7 чёрная пешка · h7 чёрная пешка · c6 чёрный конь · d4 белая пешка · e4 белая пешка · f4 чёрная пешка · h4 чёрный ферзь · c3 белый конь · a2 белая пешка · b2 белая пешка · c2 белая пешка · e2 белый король · g2 белая пешка · h2 белая пешка · a1 белая ладья · c1 белый слон · d1 белый ферзь · f1 белый слон · g1 белый конь · h1 белая ладья | a8 чёрная ладья · c8 чёрный слон · e8 чёрный король · f8 чёрный слон · g8 чёрный конь · h8 чёрная ладья · a7 чёрная пешка · b7 чёрная пешка · c7 чёрная пешка · d7 чёрная пешка · f7 чёрная пешка · g7 чёрная пешка · h7 чёрная пешка · c6 чёрный конь · d4 белая пешка · e4 белая пешка · f4 чёрная пешка · h4 чёрный ферзь · c3 белый конь · a2 белая пешка · b2 белая пешка · c2 белая пешка · e2 белый король · g2 белая пешка · h2 белая пешка · a1 белая ладья · c1 белый слон · d1 белый ферзь · f1 белый слон · g1 белый конь · h1 белая ладья | 4 |
| 3 | a8 чёрная ладья · c8 чёрный слон · e8 чёрный король · f8 чёрный слон · g8 чёрный конь · h8 чёрная ладья · a7 чёрная пешка · b7 чёрная пешка · c7 чёрная пешка · d7 чёрная пешка · f7 чёрная пешка · g7 чёрная пешка · h7 чёрная пешка · c6 чёрный конь · d4 белая пешка · e4 белая пешка · f4 чёрная пешка · h4 чёрный ферзь · c3 белый конь · a2 белая пешка · b2 белая пешка · c2 белая пешка · e2 белый король · g2 белая пешка · h2 белая пешка · a1 белая ладья · c1 белый слон · d1 белый ферзь · f1 белый слон · g1 белый конь · h1 белая ладья | a8 чёрная ладья · c8 чёрный слон · e8 чёрный король · f8 чёрный слон · g8 чёрный конь · h8 чёрная ладья · a7 чёрная пешка · b7 чёрная пешка · c7 чёрная пешка · d7 чёрная пешка · f7 чёрная пешка · g7 чёрная пешка · h7 чёрная пешка · c6 чёрный конь · d4 белая пешка · e4 белая пешка · f4 чёрная пешка · h4 чёрный ферзь · c3 белый конь · a2 белая пешка · b2 белая пешка · c2 белая пешка · e2 белый король · g2 белая пешка · h2 белая пешка · a1 белая ладья · c1 белый слон · d1 белый ферзь · f1 белый слон · g1 белый конь · h1 белая ладья | a8 чёрная ладья · c8 чёрный слон · e8 чёрный король · f8 чёрный слон · g8 чёрный конь · h8 чёрная ладья · a7 чёрная пешка · b7 чёрная пешка · c7 чёрная пешка · d7 чёрная пешка · f7 чёрная пешка · g7 чёрная пешка · h7 чёрная пешка · c6 чёрный конь · d4 белая пешка · e4 белая пешка · f4 чёрная пешка · h4 чёрный ферзь · c3 белый конь · a2 белая пешка · b2 белая пешка · c2 белая пешка · e2 белый король · g2 белая пешка · h2 белая пешка · a1 белая ладья · c1 белый слон · d1 белый ферзь · f1 белый слон · g1 белый конь · h1 белая ладья | a8 чёрная ладья · c8 чёрный слон · e8 чёрный король · f8 чёрный слон · g8 чёрный конь · h8 чёрная ладья · a7 чёрная пешка · b7 чёрная пешка · c7 чёрная пешка · d7 чёрная пешка · f7 чёрная пешка · g7 чёрная пешка · h7 чёрная пешка · c6 чёрный конь · d4 белая пешка · e4 белая пешка · f4 чёрная пешка · h4 чёрный ферзь · c3 белый конь · a2 белая пешка · b2 белая пешка · c2 белая пешка · e2 белый король · g2 белая пешка · h2 белая пешка · a1 белая ладья · c1 белый слон · d1 белый ферзь · f1 белый слон · g1 белый конь · h1 белая ладья | a8 чёрная ладья · c8 чёрный слон · e8 чёрный король · f8 чёрный слон · g8 чёрный конь · h8 чёрная ладья · a7 чёрная пешка · b7 чёрная пешка · c7 чёрная пешка · d7 чёрная пешка · f7 чёрная пешка · g7 чёрная пешка · h7 чёрная пешка · c6 чёрный конь · d4 белая пешка · e4 белая пешка · f4 чёрная пешка · h4 чёрный ферзь · c3 белый конь · a2 белая пешка · b2 белая пешка · c2 белая пешка · e2 белый король · g2 белая пешка · h2 белая пешка · a1 белая ладья · c1 белый слон · d1 белый ферзь · f1 белый слон · g1 белый конь · h1 белая ладья | a8 чёрная ладья · c8 чёрный слон · e8 чёрный король · f8 чёрный слон · g8 чёрный конь · h8 чёрная ладья · a7 чёрная пешка · b7 чёрная пешка · c7 чёрная пешка · d7 чёрная пешка · f7 чёрная пешка · g7 чёрная пешка · h7 чёрная пешка · c6 чёрный конь · d4 белая пешка · e4 белая пешка · f4 чёрная пешка · h4 чёрный ферзь · c3 белый конь · a2 белая пешка · b2 белая пешка · c2 белая пешка · e2 белый король · g2 белая пешка · h2 белая пешка · a1 белая ладья · c1 белый слон · d1 белый ферзь · f1 белый слон · g1 белый конь · h1 белая ладья | a8 чёрная ладья · c8 чёрный слон · e8 чёрный король · f8 чёрный слон · g8 чёрный конь · h8 чёрная ладья · a7 чёрная пешка · b7 чёрная пешка · c7 чёрная пешка · d7 чёрная пешка · f7 чёрная пешка · g7 чёрная пешка · h7 чёрная пешка · c6 чёрный конь · d4 белая пешка · e4 белая пешка · f4 чёрная пешка · h4 чёрный ферзь · c3 белый конь · a2 белая пешка · b2 белая пешка · c2 белая пешка · e2 белый король · g2 белая пешка · h2 белая пешка · a1 белая ладья · c1 белый слон · d1 белый ферзь · f1 белый слон · g1 белый конь · h1 белая ладья | a8 чёрная ладья · c8 чёрный слон · e8 чёрный король · f8 чёрный слон · g8 чёрный конь · h8 чёрная ладья · a7 чёрная пешка · b7 чёрная пешка · c7 чёрная пешка · d7 чёрная пешка · f7 чёрная пешка · g7 чёрная пешка · h7 чёрная пешка · c6 чёрный конь · d4 белая пешка · e4 белая пешка · f4 чёрная пешка · h4 чёрный ферзь · c3 белый конь · a2 белая пешка · b2 белая пешка · c2 белая пешка · e2 белый король · g2 белая пешка · h2 белая пешка · a1 белая ладья · c1 белый слон · d1 белый ферзь · f1 белый слон · g1 белый конь · h1 белая ладья | 3 |
| 2 | a8 чёрная ладья · c8 чёрный слон · e8 чёрный король · f8 чёрный слон · g8 чёрный конь · h8 чёрная ладья · a7 чёрная пешка · b7 чёрная пешка · c7 чёрная пешка · d7 чёрная пешка · f7 чёрная пешка · g7 чёрная пешка · h7 чёрная пешка · c6 чёрный конь · d4 белая пешка · e4 белая пешка · f4 чёрная пешка · h4 чёрный ферзь · c3 белый конь · a2 белая пешка · b2 белая пешка · c2 белая пешка · e2 белый король · g2 белая пешка · h2 белая пешка · a1 белая ладья · c1 белый слон · d1 белый ферзь · f1 белый слон · g1 белый конь · h1 белая ладья | a8 чёрная ладья · c8 чёрный слон · e8 чёрный король · f8 чёрный слон · g8 чёрный конь · h8 чёрная ладья · a7 чёрная пешка · b7 чёрная пешка · c7 чёрная пешка · d7 чёрная пешка · f7 чёрная пешка · g7 чёрная пешка · h7 чёрная пешка · c6 чёрный конь · d4 белая пешка · e4 белая пешка · f4 чёрная пешка · h4 чёрный ферзь · c3 белый конь · a2 белая пешка · b2 белая пешка · c2 белая пешка · e2 белый король · g2 белая пешка · h2 белая пешка · a1 белая ладья · c1 белый слон · d1 белый ферзь · f1 белый слон · g1 белый конь · h1 белая ладья | a8 чёрная ладья · c8 чёрный слон · e8 чёрный король · f8 чёрный слон · g8 чёрный конь · h8 чёрная ладья · a7 чёрная пешка · b7 чёрная пешка · c7 чёрная пешка · d7 чёрная пешка · f7 чёрная пешка · g7 чёрная пешка · h7 чёрная пешка · c6 чёрный конь · d4 белая пешка · e4 белая пешка · f4 чёрная пешка · h4 чёрный ферзь · c3 белый конь · a2 белая пешка · b2 белая пешка · c2 белая пешка · e2 белый король · g2 белая пешка · h2 белая пешка · a1 белая ладья · c1 белый слон · d1 белый ферзь · f1 белый слон · g1 белый конь · h1 белая ладья | a8 чёрная ладья · c8 чёрный слон · e8 чёрный король · f8 чёрный слон · g8 чёрный конь · h8 чёрная ладья · a7 чёрная пешка · b7 чёрная пешка · c7 чёрная пешка · d7 чёрная пешка · f7 чёрная пешка · g7 чёрная пешка · h7 чёрная пешка · c6 чёрный конь · d4 белая пешка · e4 белая пешка · f4 чёрная пешка · h4 чёрный ферзь · c3 белый конь · a2 белая пешка · b2 белая пешка · c2 белая пешка · e2 белый король · g2 белая пешка · h2 белая пешка · a1 белая ладья · c1 белый слон · d1 белый ферзь · f1 белый слон · g1 белый конь · h1 белая ладья | a8 чёрная ладья · c8 чёрный слон · e8 чёрный король · f8 чёрный слон · g8 чёрный конь · h8 чёрная ладья · a7 чёрная пешка · b7 чёрная пешка · c7 чёрная пешка · d7 чёрная пешка · f7 чёрная пешка · g7 чёрная пешка · h7 чёрная пешка · c6 чёрный конь · d4 белая пешка · e4 белая пешка · f4 чёрная пешка · h4 чёрный ферзь · c3 белый конь · a2 белая пешка · b2 белая пешка · c2 белая пешка · e2 белый король · g2 белая пешка · h2 белая пешка · a1 белая ладья · c1 белый слон · d1 белый ферзь · f1 белый слон · g1 белый конь · h1 белая ладья | a8 чёрная ладья · c8 чёрный слон · e8 чёрный король · f8 чёрный слон · g8 чёрный конь · h8 чёрная ладья · a7 чёрная пешка · b7 чёрная пешка · c7 чёрная пешка · d7 чёрная пешка · f7 чёрная пешка · g7 чёрная пешка · h7 чёрная пешка · c6 чёрный конь · d4 белая пешка · e4 белая пешка · f4 чёрная пешка · h4 чёрный ферзь · c3 белый конь · a2 белая пешка · b2 белая пешка · c2 белая пешка · e2 белый король · g2 белая пешка · h2 белая пешка · a1 белая ладья · c1 белый слон · d1 белый ферзь · f1 белый слон · g1 белый конь · h1 белая ладья | a8 чёрная ладья · c8 чёрный слон · e8 чёрный король · f8 чёрный слон · g8 чёрный конь · h8 чёрная ладья · a7 чёрная пешка · b7 чёрная пешка · c7 чёрная пешка · d7 чёрная пешка · f7 чёрная пешка · g7 чёрная пешка · h7 чёрная пешка · c6 чёрный конь · d4 белая пешка · e4 белая пешка · f4 чёрная пешка · h4 чёрный ферзь · c3 белый конь · a2 белая пешка · b2 белая пешка · c2 белая пешка · e2 белый король · g2 белая пешка · h2 белая пешка · a1 белая ладья · c1 белый слон · d1 белый ферзь · f1 белый слон · g1 белый конь · h1 белая ладья | a8 чёрная ладья · c8 чёрный слон · e8 чёрный король · f8 чёрный слон · g8 чёрный конь · h8 чёрная ладья · a7 чёрная пешка · b7 чёрная пешка · c7 чёрная пешка · d7 чёрная пешка · f7 чёрная пешка · g7 чёрная пешка · h7 чёрная пешка · c6 чёрный конь · d4 белая пешка · e4 белая пешка · f4 чёрная пешка · h4 чёрный ферзь · c3 белый конь · a2 белая пешка · b2 белая пешка · c2 белая пешка · e2 белый король · g2 белая пешка · h2 белая пешка · a1 белая ладья · c1 белый слон · d1 белый ферзь · f1 белый слон · g1 белый конь · h1 белая ладья | 2 |
| 1 | a8 чёрная ладья · c8 чёрный слон · e8 чёрный король · f8 чёрный слон · g8 чёрный конь · h8 чёрная ладья · a7 чёрная пешка · b7 чёрная пешка · c7 чёрная пешка · d7 чёрная пешка · f7 чёрная пешка · g7 чёрная пешка · h7 чёрная пешка · c6 чёрный конь · d4 белая пешка · e4 белая пешка · f4 чёрная пешка · h4 чёрный ферзь · c3 белый конь · a2 белая пешка · b2 белая пешка · c2 белая пешка · e2 белый король · g2 белая пешка · h2 белая пешка · a1 белая ладья · c1 белый слон · d1 белый ферзь · f1 белый слон · g1 белый конь · h1 белая ладья | a8 чёрная ладья · c8 чёрный слон · e8 чёрный король · f8 чёрный слон · g8 чёрный конь · h8 чёрная ладья · a7 чёрная пешка · b7 чёрная пешка · c7 чёрная пешка · d7 чёрная пешка · f7 чёрная пешка · g7 чёрная пешка · h7 чёрная пешка · c6 чёрный конь · d4 белая пешка · e4 белая пешка · f4 чёрная пешка · h4 чёрный ферзь · c3 белый конь · a2 белая пешка · b2 белая пешка · c2 белая пешка · e2 белый король · g2 белая пешка · h2 белая пешка · a1 белая ладья · c1 белый слон · d1 белый ферзь · f1 белый слон · g1 белый конь · h1 белая ладья | a8 чёрная ладья · c8 чёрный слон · e8 чёрный король · f8 чёрный слон · g8 чёрный конь · h8 чёрная ладья · a7 чёрная пешка · b7 чёрная пешка · c7 чёрная пешка · d7 чёрная пешка · f7 чёрная пешка · g7 чёрная пешка · h7 чёрная пешка · c6 чёрный конь · d4 белая пешка · e4 белая пешка · f4 чёрная пешка · h4 чёрный ферзь · c3 белый конь · a2 белая пешка · b2 белая пешка · c2 белая пешка · e2 белый король · g2 белая пешка · h2 белая пешка · a1 белая ладья · c1 белый слон · d1 белый ферзь · f1 белый слон · g1 белый конь · h1 белая ладья | a8 чёрная ладья · c8 чёрный слон · e8 чёрный король · f8 чёрный слон · g8 чёрный конь · h8 чёрная ладья · a7 чёрная пешка · b7 чёрная пешка · c7 чёрная пешка · d7 чёрная пешка · f7 чёрная пешка · g7 чёрная пешка · h7 чёрная пешка · c6 чёрный конь · d4 белая пешка · e4 белая пешка · f4 чёрная пешка · h4 чёрный ферзь · c3 белый конь · a2 белая пешка · b2 белая пешка · c2 белая пешка · e2 белый король · g2 белая пешка · h2 белая пешка · a1 белая ладья · c1 белый слон · d1 белый ферзь · f1 белый слон · g1 белый конь · h1 белая ладья | a8 чёрная ладья · c8 чёрный слон · e8 чёрный король · f8 чёрный слон · g8 чёрный конь · h8 чёрная ладья · a7 чёрная пешка · b7 чёрная пешка · c7 чёрная пешка · d7 чёрная пешка · f7 чёрная пешка · g7 чёрная пешка · h7 чёрная пешка · c6 чёрный конь · d4 белая пешка · e4 белая пешка · f4 чёрная пешка · h4 чёрный ферзь · c3 белый конь · a2 белая пешка · b2 белая пешка · c2 белая пешка · e2 белый король · g2 белая пешка · h2 белая пешка · a1 белая ладья · c1 белый слон · d1 белый ферзь · f1 белый слон · g1 белый конь · h1 белая ладья | a8 чёрная ладья · c8 чёрный слон · e8 чёрный король · f8 чёрный слон · g8 чёрный конь · h8 чёрная ладья · a7 чёрная пешка · b7 чёрная пешка · c7 чёрная пешка · d7 чёрная пешка · f7 чёрная пешка · g7 чёрная пешка · h7 чёрная пешка · c6 чёрный конь · d4 белая пешка · e4 белая пешка · f4 чёрная пешка · h4 чёрный ферзь · c3 белый конь · a2 белая пешка · b2 белая пешка · c2 белая пешка · e2 белый король · g2 белая пешка · h2 белая пешка · a1 белая ладья · c1 белый слон · d1 белый ферзь · f1 белый слон · g1 белый конь · h1 белая ладья | a8 чёрная ладья · c8 чёрный слон · e8 чёрный король · f8 чёрный слон · g8 чёрный конь · h8 чёрная ладья · a7 чёрная пешка · b7 чёрная пешка · c7 чёрная пешка · d7 чёрная пешка · f7 чёрная пешка · g7 чёрная пешка · h7 чёрная пешка · c6 чёрный конь · d4 белая пешка · e4 белая пешка · f4 чёрная пешка · h4 чёрный ферзь · c3 белый конь · a2 белая пешка · b2 белая пешка · c2 белая пешка · e2 белый король · g2 белая пешка · h2 белая пешка · a1 белая ладья · c1 белый слон · d1 белый ферзь · f1 белый слон · g1 белый конь · h1 белая ладья | a8 чёрная ладья · c8 чёрный слон · e8 чёрный король · f8 чёрный слон · g8 чёрный конь · h8 чёрная ладья · a7 чёрная пешка · b7 чёрная пешка · c7 чёрная пешка · d7 чёрная пешка · f7 чёрная пешка · g7 чёрная пешка · h7 чёрная пешка · c6 чёрный конь · d4 белая пешка · e4 белая пешка · f4 чёрная пешка · h4 чёрный ферзь · c3 белый конь · a2 белая пешка · b2 белая пешка · c2 белая пешка · e2 белый король · g2 белая пешка · h2 белая пешка · a1 белая ладья · c1 белый слон · d1 белый ферзь · f1 белый слон · g1 белый конь · h1 белая ладья | 1 |
|   | a | b | c | d | e | f | g | h |   |

- 4. …Фd8-h4+ 5. Крe1-e2 — основная позиция гамбита (см. диаграмму № 2).
  - 5. …d7-d5! — защита Цукерторта. Возможные продолжения:
    - 6. e4:d5 Сc8-g4 7. Kg1-f3 0-0-0 8. d5:c6 Cf8-c5 — с сильной атакой
    - 6. e4:d5 Фh4-e7+ 7. Kpe2-f2 Фe7-h4+ 8. g2-g3! f4:g3 9. h2:g3 Фh4:h1 Cf1-g2

  - 5. …b7-b6 — вариант Фрейзера — Минквица.
  - 5. …d7-d6 6. Kg1-f3 Сc8-g4 7. Сс1:f4
    - 7. …f7-f5! 8. Фd1-d2 Kg8-f6 9. e4:f5 0-0-0 10. g2-g3 Фh4-h5 11. Cf1-g2 d6-d5 — позиция чёрных несколько лучше.
    - 7. …Cg4:f3+ 8. Kpe2:f3 Kg8-f6 9. Cf1-b5 0-0-0 10. Kpf3-e3 Фh4-h5 11. Cb5-e2 — позиция белых несколько лучше.

## Примерная партия
Вильгельм Стейниц — Луи Паульсен, Баден-Баден, 1870
1. e4 e5 2. Кc3 Кc6 3. f4 ef 4. d4 Фh4+ 5. Kрe2 d6 6. Кf3 Сg4 7. С:f4 0-0-0 8. Kрe3 Фh5 9. Сe2 Фa5 10. a3 С:f3 11. Кр:f3 Фh5+ 12. Крe3 Фh4 13. b4 g5 14. Сg3 Фh6 15. b5 Кce7 16. Лf1 Кf6 17. Kрf2 Кg6 18. Крg1 Фg7 19. Фd2 h6 20. a4 Лg8 21. b6 ab 22. Л:f6 Ф:f6 23. Сg4+ Kрb8 24. Кd5 Фg7 25. a5 f5 26. ab cb 27. К:b6 Кe7 28. ef Ф:f7 29. f6 Кc6 30. c4 Кa7 31. Фa2 Кb5 32. Кd5 Ф:d5 33. cd К:d4 34. Фa7+ Kрc7 35. Лc1 Кc6 36. Л:c6х 1-0